# Landerskopf
Der bewaldete Berg Landerskopf hat eine Gipfelhöhe von 362,7 m ü. NN und zählt zum Frauenseer Forst. Er befindet sich nahe der Ortslage von Gospenroda, einem Stadtteil von Werra-Suhl-Tal im Wartburgkreis in Thüringen.
Der kegelförmige, am Südostrand der Horschlitter Mulde aufragende Berg wird im Osten durch den schluchtartigen Landersgrund begrenzt. Der Name „Landers“ soll von einer Kleinsiedlung im Landersgrund abgeleitet sein.